# Jean-Pierre Labelonye
Jean-Pierre Labelonye est un homme politique français né le 23 novembre 1810 à Navarrenx (Pyrénées-Atlantiques) et décédé le 24 avril 1874 à Paris.
Pharmacien, inventeur du sirop portant son nom, il est conseiller général de la Seine, conseiller municipal de Chatou (il n'a jamais été maire contrairement à ce qui est affirmé par erreur dans plusieurs ouvrages de la fin du XIXe siècle) et membre du conseil de surveillance du journal le Siècle. En 1848, il est l'un des vice-présidents de l'Association démocratique des amis de la Constitution.
Il est élu représentant de Seine-et-Oise le 2 juillet 1871, siégeant à gauche. Il meurt en cours de mandat.

## Sources
- « Jean-Pierre Labelonye », dans Adolphe Robert et Gaston Cougny, Dictionnaire des parlementaires français, Edgar Bourloton, 1889-1891 [détail de l’édition]
- Chatou, de Louis-Napoléon à Mac-Mahon 1848-1878, 2005, Pierre Arrivetz, éditions Alan Sutton